# Vimentis

Vimentis-Logo

Der Verein Vimentis (vormals: Vernunft Schweiz) ist ein schweizerischer gemeinnütziger Verein mit dem Ziel, den Informationsstand der Bevölkerung zu politischen Themen zu verbessern. Dazu publiziert der Verein – nach eigenen Angaben – politisch neutrale, einfach verständliche, umfassende und doch kurzgefasste Publikationen zu verschiedenen politischen Themen und im Speziellen zu eidgenössischen Abstimmungen.

## Geschichte und Projekte
Der Verein wurde 2003 von Studierenden aus St. Gallen gegründet. Hintergrund war eine Volksabstimmung bei der neun Vorlagen gleichzeitig zur Abstimmung kamen. Eine Studie im Anschluss an die Abstimmung zeigte, dass nur 20 Prozent der Bevölkerung überhaupt wusste, wovon die Abstimmungsvorlagen eigentlich handelten. Die restlichen Stimmenden haben zufällig oder rein auf Empfehlung, beispielsweise im Informationsblatt des Bundes oder der Parteien, abgestimmt. Entsprechend war der Vereinszweck bei der Gründung von „Vernunft Schweiz“ die Beseitigung dieses Missstandes.
Im Oktober 2004 führte der Verein zum ersten Mal das Projekt Perspektive Schweiz durch. Dabei handelt es sich heute – gemäss Angabe des Vereins – um die grösste gesellschaftspolitische Umfrage in der Schweiz, mittlerweile jährlich unter dem Namen „Vimentis Umfrage“ durchgeführt. Die Umfrage ist politisch neutral und steht unter dem Patronat der Parteipräsidenten der Grünen, GLP, SP, CVP, FDP, BDP und SVP.
Seit 2005 geht der Verein Partnerschaften mit verschiedenen Gemeinden ein. Ziel ist es, die Jungbürger dieser Gemeinden mehr für Politik zu begeistern, in dem man ihnen mit für sie zugeschnittenen Informationen die ersten Schritte im politischen Umfeld vereinfacht. Die Jungbürger einer Gemeinde erhalten dabei während eines definierten Zeitraumes die neutralen Abstimmungsinformationen des Vereins direkt nach Hause zugesandt.
Seit 2013 organisiert der Verein an den Universitäten Zürich und St. Gallen ausserdem regelmässig Podiumsdiskussionen zu aktuellen politischen Themen mit der Teilnahme von National- und Ständeräten. Moderiert werden die Anlässe von SRF-Moderator Urs Wiedmer.

## Struktur
Vimentis wird von rund 50 ehrenamtlich arbeitenden Studierenden verschiedener Schweizer Hochschulen getragen und stellt so in der Schweizer Politiklandschaft ein Unikum dar. Dabei ist der Verein in sechs Teams strukturiert, welche jeweils von einem Teamleiter (meist Studierende eines höheren Semesters) geführt werden. Ein Vereinsvorstand bestehend aus ehemaligen Teamleitern überwacht den Betrieb und coacht gleichzeitig die Teammitarbeitenden.
Finanziert werden laufende Projektkosten aus Einnahmen von Kleinspendern (Gönner), wobei deren Spenden aufgrund der ehrenamtlichen Mitarbeit zu 100 Prozent in die Arbeit des Vereins fliessen. Gemäss Vereinsangaben investiert ein Mitglied durchschnittlich rund sechs bis acht Stunden pro Woche in die Projektarbeit.

## Zahlen
Die Publikationen des Vereins zu den Abstimmungen werden jährlich rund 300'000 Mal gelesen und 10 Prozent aller Deutschschweizer Gemeinden nehmen am Jungbürgerprojekt teil (Stand: 31. Januar 2007). Die Webseite verzeichnet mehrere Millionen Seitenaufrufe pro Jahr, darunter alleine das Lexikon über eine Million. An der Vimentis-Umfrage nehmen jeweils rund 25'000 Personen aus der ganzen Schweiz teil. Die Podien werden von rund 500 Personen besucht und stellen an der Universität St. Gallen einer der grössten externen Anlässe im Audimax dar.

## Neutralität
Der Verein erhebt selber den Anspruch, politisch neutral zu sein. In Umsetzung dieser Strategie wurden die Statuten 2007 um folgenden Artikel erweitert:
| Art. 3 Neutralität 1. Der Verein ist politisch neutral. Sämtliche Publikationen und Aktivitäten des Vereins haben der Neutralität zu entsprechen. 2. Jedes Mitglied des Vorstands oder einer Geschäftsleitung verpflichtet sich nach seiner Wahl zur Unterzeichnung und Einhaltung eines Ehrenkodexes, welcher die Neutralität des Vereins sichert. Unterzeichnet das Mitglied den Ehrenkodex nicht, gilt die Wahl als nicht angenommen. 3. Sämtliche Veröffentlichungen im Namen des Vereins sind durch eine Geschäftsleitung oder den Vorstand mit jeweils einer Zweidrittelmehrheit zu genehmigen. |

Diese Vorkehrungen sollen die Neutralität der Publikationen garantieren. Zum Überprüfen der erreichten Neutralität können alle Publikationen auf der Homepage von Vimentis bewertet werden. Der Vorstand legt der Generalversammlung Rechenschaft über die erzielte Bewertung ab.

## Umstrukturierung
Im Verlauf der Jahre 2021 und 2022 unternahm der Verein eine weitreichende Restrukturierung der Arbeitsweisen, Webseite und Entwicklung neuer Produkte. Neue Produkte wurden in derselben Periode bereits eingeleitet und für 2023 fertiggestellt. Diese beinhalten unter anderem ein neues Wahlentool, verbesserte Profile sowie die Möglichkeiten zur effizienteren Erhebung und Verwertung statistischer Daten.

## Kritik
Dem Verein wird von der politischen Linken wie der Rechten regelmässig vorgeworfen (je nach Standpunkt von Vimentis von linker oder rechter Seite), dass die Publikationen nicht neutral seien. Kritisiert wird im Speziellen, dass der Verein vornehmlich von aktuellen oder ehemaligen Studenten der Wirtschaftsuniversität St. Gallen (HSG) geleitet wird. Ohne angemessene Vertretung aller Bevölkerungsgruppen könne keine Neutralität erreicht werden. Der Verein verweist in Erwiderung der Kritik auf die zu jeder Publikation durchgeführten Qualitätsumfragen, die eine „hohe“ bis „perfekte Neutralität“ attestierten. Zudem sind nebst Studierenden der HSG auch solche der Universitäten von Zürich, Bern und Basel aktiv.